# Colle Bayard
Il Colle Bayard (1.246 m s.l.m. - in francese Col Bayard ) è un valico alpino francese situato nel dipartimento delle Alte Alpi. Si trova a nord della città di Gap.
Dal punto di vista orografico separa le Alpi del Delfinato ad oriente dalle Prealpi del Delfinato ad occidente.

## Toponimo
Il toponimo sembra evocare Pierre Terrail de Bayard, signore e militare francese del XVI secolo. Ma sembra che già in precedenza il toponimo fosse conosciuto localmente e che significasse località boscosa.